# 松本たかし
松本 たかし（まつもと たかし、1906年（明治39年）1月5日 - 1956年（昭和31年）5月11日）は、東京都出身の俳人。本名は松本孝。能楽師の家に生まれ能を志したが、病のために断念、高浜虚子に師事し俳句に専心した。俳誌「笛」を創刊・主宰。芸術性の高い高雅な句を作り、「ホトトギス」では川端茅舎、中村草田男らと並び称された。

## 略歴
東京市神田区猿楽町（現・千代田区猿楽町）生まれ。代々江戸幕府所属であった宝生流能役者の家に長男として生まれる。父は能楽師の松本長。弟の松本惠雄も能楽師となりのちに人間国宝となる。作家の泉鏡花は親戚（長が鏡花の従兄弟）。
満5歳より能の修業を始める。錦華小学校卒業後、在宅で漢学や国文学を学びつつ能の修行に専心するも、1920年に14歳で肺尖カタルと診断される。静岡県静浦にて療養中、病床を見舞った父が残していった「ホトトギス」を読んで俳句に興味を持ち、1922年に父の能仲間の句会「七宝会」に参加。翌年より俳句を高浜虚子に師事する。
1924年より神経衰弱に悩むようになり、1926年、療養を兼ねて鎌倉市浄明寺に移住。6月に療養中の句が「ホトトギス」に4句入選し、これを機に能役者になることをほぼ諦め俳句に専心するようになる。1929年、「ホトトギス」巻頭を取り23歳で同人に推される。この頃より派遣看護婦であった高田つや（俳号：松本つや女）と夫婦生活に入った。1931年、川端茅舎、高野素十と知り合い親交を結ぶ。1935年には父が脳溢血で死去し生活が困窮するが、虚子から与えられた仕事が生活の支えとなった。
1945年、岩手県稗貫郡へ疎開。10月に島村茂雄の誘いで上京し、1946年に島村の援助をうけて「笛」を創刊・主宰。上京後は杉並区久我山に定住した。その後「笛」に「茅舎研究」を連載。1948年には能の師であった宝生九郎をモデルにした伝記小説『初神鳴』を「苦楽」に発表。この小説はのちに映画化された（1953年、伊藤大輔監督による『獅子の座』）。1954年、第四句集『石魂』（笛発行所、1953年）にて第5回読売文学賞（詩歌俳句賞）を受賞。
1956年2月、軽い脳溢血を起こし言語喪失状態となり句作途絶。「避けがたき寒さに坐りつづけをり」が最後の句となった。同年5月11日、心臓麻痺により久我山の自宅で死去。墓所は三浦市本瑞寺。戒名は青光院釈一管居士。没後、文庫版『松本たかし句集』（角川書店、1956年）、『たかし全集』（全4巻）（笛発行所、1965年）などが刊行されている。
第一句集『松本たかし句集』欅発行所、1935年 献辞に「父に捧ぐ」とある
第二句集『鷹』竜星閣、1938年
第三句集『野守』甲鳥書林、1941年
第四句集『石魂』笛発行所、1953年 第5回読売文学賞受賞
第五句集『火明』笛発行所、1957年

## 作風・評価
- チヽポヽと鼓打たうよ花月夜
- 春月の病めるが如く黄なるかな
- 海中に都ありとぞ鯖火燃ゆ
- 夢に舞ふ能美しや冬籠
- 水仙や古鏡のごとく花をかゝぐ
- 雪だるま星のおしやべりぺちやくちやと

などが代表句。虚子からの教えを「只管写生」（ひたすら写生）であると唱えつつ、能で培った美意識に支えられた典雅で格調の高い句を作った。互いに傾倒しあった川端茅舎からは「生来の芸術上の貴公子」と評されている。茅舎とは境遇や作風に通じるものがあったことから「句兄弟」と呼ばれたが、たかしは茅舎に比べ耽美的、楽天的とも評されている。また茅舎とおなじく、たかしも「如く俳句」と呼ばれる比喩の句を多く作ったが、三村純也は「春月の」の句を指して、茅舎に比べたかしの「如く」はより感覚的であると評している。